# Adelheid van Riedenburg
Adelheid van Riedenburg (geboorte- en sterfjaar onbekend) was van 1121 tot 1131 koningin van Hongarije.

## Levensloop
Ze was de dochter van baron en later burggraaf Stefaan II van Riedenburg en een onbekende vrouw.
In 1121 huwde ze met koning Stefanus II van Hongarije nadat hij zijn eerste huwelijk met Christiana di Capua, dat kinderloos was gebleven, had laten ontbinden. 
Ook zijn tweede huwelijk bleef kinderloos en na zijn dood werd Stefanus opgevolgd door zijn neef Béla. Het is niet bekend hoe het verdere leven van Adelheid verliep na de dood van haar echtgenoot.